# 1948 au cinéma
| Années du cinéma : 1945 - 1946 - 1947 - 1948 - 1949 - 1950 - 1951    |
| Décennies du cinéma : 1910 - 1920 - 1930 - 1940 - 1950 - 1960 - 1970 |

Cet article présente les faits marquants de l'année 1948 au cinéma.

## Événements
- 20 mars : 20e remise des oscars.
- 1er octobre : Charlie Chaplin est mis en cause par la Commission des activités anti-américaines.
- Marcel Pagnol est reçu à l'Académie française devenant le premier réalisateur de cinéma à siéger parmi les « immortels ».
- Sortie en France de Monsieur Verdoux, film de Chaplin, de La Maison du docteur Edwardes, d’Alfred Hitchcock (mars), de Les assassins sont parmi nous, de Wolfgang Staudte (juin), de La vie est belle, de Frank Capra (juillet).

## Principaux films de l'année
- Acte de violence (Act of violence) de Fred Zinnemann (sortie le 21 décembre aux États-Unis).
- Allemagne, année zéro (Germania, anno zero) de Roberto Rossellini, film documentaire de l'après-guerre (sortie le 30 mai à Rome).
- Aux yeux du souvenir de Jean Delannoy
- Dédée d'Anvers, film d’Yves Allégret (16 septembre)
- Du Guesclin, film français de Bertrand de Latour avec Fernand Gravey.
- Hamlet de Laurence Olivier avec Jean Simmons, Eileen Herlie (sortie le 5 septembre à Venise).
- Infidèlement vôtre (Unfaithfully yours) de Preston Sturges avec Rex Harrison et Linda Darnell
- Jour de fête réalisé par Jacques Tati.
- Key Largo réalisé par John Huston avec Humphrey Bogart, Lauren Bacall et Edward G. Robinson.
- La Chartreuse de Parme, film de Christian-Jaque (mai).
- La Corde (The rope) drame policier d'Alfred Hitchcock avec James Stewart, Farley Granger, John Dall (sortie le 26 août à New York).
- La Dame au manteau d'hermine d'Ernst Lubitsch, achevé par Otto Preminger (sortie le 15 juillet)
- La Dame de Shanghai (The Lady from Shanghai) de et avec Orson Welles, Rita Hayworth (sortie le 8 avril à New York).
- L'Aigle à deux têtes, film de Jean Cocteau (16 septembre).
- La Maison du docteur Edwardes d'Alfred Hitchcock avec Gregory Peck et Ingrid Bergman (sortie le 24 mars)
- La Rivière rouge (Red river) d'Howard Hawks avec John Wayne, Joanne Dru, Montgomery Clift (sortie le 1er octobre aux États-Unis)
- Le Fils du désert : western américain de John Ford avec John Wayne, Ward Bond, Pedro Armendáriz, Harry Carey Jr.
- Le Garçon aux cheveux verts (The boy with green hair) de Joseph Losey (sortie le 27 décembre à New York).
- Le Massacre de Fort Apache de John Ford avec Henry Fonda
- Le Portrait de Jennie (Portrait of Jennie) de William Dieterle avec Jennifer Jones
- Le Voleur de bicyclette (Ladri di biciclette) de Vittorio De Sica avec Lamberto Maggiorani, Enzo Staiola (sortie le 26 novembre en Italie).
- Les Amants de Vérone d'André Cayatte sur un scénario de Jacques Prévert avec Serge Reggiani, Anouk Aimée, Pierre Brasseur, Marcel Dalio, Martine Carol (sortie le 7 mars)
- Les Chaussons rouges : drame britannique de Michael Powell et Emeric Pressburger avec Moira Shearer, Anton Walbrook, Marius Goring, Robert Helpmann
- Les Parents terribles de Jean Cocteau avec Jean Marais (décembre).
- Les Reines du music-hall (Ladies ofr the Chorus) de Phil Karlson
- Les Trois Mousquetaires : film d'aventures américain de George Sidney avec Lana Turner, Gene Kelly, June Allyson, Van Heflin.
- Macbeth de et avec Orson Welles (sortie le 1er octobre aux États-Unis)
- Monsieur Vincent de Maurice Cloche, dialogues de Jean Anouilh avec Pierre Fresnay dans le rôle de Saint Vincent de Paul (sortie le 7 janvier)
- Raccrochez, c'est une erreur d'Anatole Litvak, avec Barbara Stanwyck et Burt Lancaster.
- Ruy Blas, film de Pierre Billon (février) avec Jean Marais et Danielle Darrieux.

## Récompenses

### Oscars
- Meilleur film : Hamlet de Laurence Olivier (Royaume-Uni)
- Meilleure actrice : Jane Wyman, Johnny Belinda
- Meilleur acteur : Laurence Olivier, Hamlet
- Meilleur second rôle féminin : Claire Trevor, Key Largo
- Meilleur second rôle masculin : Walter Huston, Le Trésor de la Sierra Madre
- Meilleur réalisateur : John Huston, Le Trésor de la Sierra Madre (The Treasure of the Sierra Madre)

### Festival de Cannes
Dans le monde encore déchiré de l'après-guerre les débuts du Festival de Cannes sont difficiles : contraintes budgétaires, accords respectant plus ou moins le caractère bisannuel de la Mostra de Venise, toutes les éditions jusqu'en 1951 se ressentent de ces difficultés au point qu'en 1948 et 1950 la manifestation n'est pas organisée. Aucun des prix n'est décerné ces années-là. L'annulation du Festival de Cannes 1968 ne permet pas non plus leur attribution en 1968,,,.

### Autres récompenses
- 3 septembre : Laurence Olivier reçoit le Grand Prix international du festival de Venise pour Hamlet, Georg Wilhelm Pabst le prix de la mise en scène pour Le Procès.

## Box-office
- France[5]  :

| Class. | Titre                       | Pays       | Réalisateur     | Box-Office France |  |
| ------ | --------------------------- | ---------- | --------------- | ----------------- |  |
| 1.     | Bambi                       | États-Unis | David D. Hand   | 7 199 342 entrées |  |
| 2.     | La Chartreuse de Parme      |            | Christian-Jaque | 6 151 521 entrées |  |
| 3.     | La Bataille de l'eau lourde |            | Jean Dréville   | 5 373 377 entrées |  |

## Principales naissances
- 14 janvier : Carl Weathers († 1er février 2024).
- 16 janvier : John Carpenter
- 5 février : 
  - Catherine († 19 septembre 2018).
  - Marie-Pierre Castel († 10 février 2013).
  - Tom Wilkinson († 30 décembre 2023).
  - Christopher Guest
  - Barbara Hershey
- 17 février : Philippe Khorsand († 29 janvier 2008).
- 18 février : Patrick Poivey († 16 juin 2020).
- 28 février : Mercedes Ruehl
- 29 février : Gérard Darmon
- 25 mars : Bonnie Bedelia
- 28 mars : Dianne Wiest
- 16 avril : Edward C. Gillow
- 17 avril : George Wendt († 20 mai 2025).
- 28 avril : Dorothée Berryman
- 1er mai : Conrad E. Palmisano († 10 février 2024).
- 5 mai : Chantal Ladesou
- 8 mai : Maurizio Nichetti
- 13 mai : Daniel Russo
- 3 juin : Évelyne Buyle
- 28 juin : Kathy Bates
- 6 juillet : Nathalie Baye
- 12 juillet : Richard Simmons († 13 juillet 2024).
- 30 juillet : Jean Reno
- 5 août : Carole Laure
- 20 août : John Noble
- 29 août : Sam Freed
- 3 septembre : Éva Darlan
- 10 septembre : Tony Gatlif
- 17 septembre : Christine Laurent
- 19 septembre : 
  - Jeremy Irons
  - Monica Swinn
- 2 octobre : Persis Khambatta († 18 août 1998).
- 8 octobre : Claude Jade († 1er décembre 2006).
- 12 octobre : Catherine Jourdan († 18 février 2011).
- 17 octobre : George Wendt († 20 mai 2025).
- 22 octobre : François Leccia († 12 juillet 2009).
- 30 octobre : Pamela Stanford
- 9 novembre : Bille August
- 10 novembre : Vincent Schiavelli († 26 décembre 2005).
- 23 novembre : Chantal Nobel
- novembre : Joëlle Cœur
- 4 décembre : Danièle Hazan († 12 février 2024).
- 7 décembre : Caroline Cartier († 9 août 1991).
- 21 décembre : Samuel L. Jackson
- 24 décembre : Edwige Fenech
- 27 décembre : Gérard Depardieu

date non précisée :
- Eric Fleeks

## Principaux décès
- 25 janvier, Genève : Jacques Feyder, réalisateur belge (° 1885).
- 9 février : Karl Valentin, acteur allemand (° 1882).
- 11 février : Sergueï Eisenstein, réalisateur russe (° 1898).
- 4 mars : Antonin Artaud, poète et acteur français (° 1896).
- 6 juin : Louis Lumière, cinéaste français (° 5 octobre 1864).
- 5 juillet : Carole Landis, actrice américaine (° 1919).
- 15 juillet : 
  - Marguerite Moreno, actrice française (° 15 septembre 1871).
  - William Selig, producteur, pionnier du cinéma américain(° 1864).
- 23 juillet : D. W. Griffith, réalisateur américain (°22 janvier 1875).
- 13 août : Elaine Hammerstein, actrice américaine (° 1897)
- 10 novembre : Leo White, acteur américain (° 1882).
- 11 novembre : Fred Niblo, réalisateur américain (° 1874).